# Vaterpolski klub Zadar 1952
Vaterpolo klub Zadar 1952 je vaterpolski klub iz Zadra. Klub još uvijek nema zatvoreni bazen, ali je u izgradnji. 

## Uspjesi kluba

### Seniori
- 2003. – 3. mjesto

- 2004. – 7. mjesto

- 2005. – 4. mjesto

- 2006. – 4. mjesto

- 2007. – 4. mjesto

### Mlađe kategorije

#### Mlađi kadeti
- 2003. – 3. mjesto u županijskoj ligi

- 2004. – 1. mjesto u županijskoj ligi, te su izborili pravo natjecanja na PH i na njemu su osvojili 3. mjesto

- 2005. – 2. mjesto u županijskoj ligi

- 2006. – 2. mjesto u županijskoj ligi

- 2007. – 1. mjesto u županijskoj ligi, te su izborili pravo natjecanja na PH i na njemu su osvojili 1. mjesto

#### Kadeti
- 2003. – 1. mjesto u županijskoj ligi, te su izborili pravo natjecanja na PH i na njemu su osvojili 3. mjesto

- 2004. – 3. mjesto u županijskoj ligi

- 2005. – 1. mjesto u županijskoj ligi, te su izborili pravo natjecanja na PH i na njemu su osvojili 1. mjesto

- 2006. – 2. mjesto u županijskoj ligi

- 2007. – 2. mjesto u županijskoj ligi

- 2017. – 2. mjesto u Hrvatskoj

#### Mlađi juniori
- 2003. – 1. mjesto u županijskoj ligi, te su izborili pravo natjecanja na PH

- 2004. – 1. mjesto u županijskoj ligi, te su izborili pravo natjecanja na PH i na njemu su osvojili 1. mjesto

- 2005. – 2. mjesto u županijskoj ligi

- 2006. – 1. mjesto u županijskoj ligi, te su izborili pravo natjecanja na PH i na njemu su osvojili 1. mjesto

- 2007. – 1. mjesto u županijskoj ligi, te su izborili pravo natjecanja na PH i na njemu su osvojili 1. mjesto

#### Juniori
- 2003. – 1. mjesto u županijskoj ligi, te su izborili pravo natjecanja na PH i na njemu su osvojili 1. mjesto

- 2004. -

- 2005. – 1. mjesto u županijskoj ligi, te su izborili pravo natjecanja na PH i na njemu su osvojili 1. mjesto

- 2006. – 1. mjesto u županijskoj ligi, te su izborili pravo natjecanja na PH

- 2007. – 1. mjesto u županijskoj ligi, te su izborili pravo natjecanja na PH i na njemu su osvojili 1. mjesto

## Vanjske poveznice
- VK Zadar 1952  Arhivirana inačica izvorne stranice od 9. listopada 2016. (Wayback Machine)